# Makaravank
Makaravank (en armenio Մակարավանք, «monasterio de Macaire ») es un monasterio armenio situado cerca de la comunidad rural de Achajur, en el marz de Tavush, en Armenia. Fue fundado en el siglo IX sobre una meseta y fue ampliado en el siglo XIII. Cuenta con 4 iglesias, un gavit que sirve a las dos iglesias más grandes y otros edificios que cumplían roles secundarios. 
Si bien el monasterio ya no está en servicio, el complejo se encuentra bien conservado. Restaurado en el siglo XX, durante los años 1920, fue objeto de medidas dirigidas a consolidar el suelo sobre el cual estaba construido. Es particularmente renombrado por sus decorados esculpidos.